# Богданівська сільська рада (Васильківський район)
Богда́нівська сільська́ ра́да — орган місцевого самоврядування в Васильківському районі Дніпропетровської області. Адміністративний центр — село Богданівка.

## Загальні відомості
- Населення ради: 1 125 осіб (станом на 2001 рік)

## Населені пункти
Сільській раді підпорядковані населені пункти:
- с. Богданівка
- с. Катеринівка
- с. Колоно-Миколаївка
- с. Нововасильківка
- с. Бабакове

## Склад ради
Рада складається з 16 депутатів та голови.
- Голова ради: Костров Володимир Григорович
- Секретар ради: Мірошниченко Ірина Михайлівна

### Керівний склад попередніх скликань
| Прізвище, ім'я, по батькові  | Основні відомості                                                                       | Дата обрання | Дата звільнення |
| ---------------------------- | --------------------------------------------------------------------------------------- | ------------ | --------------- |
| Костров Володимир Григорович | Сільський голова, 1958 року народження, освіта середня спеціальна, безпартійний         | 26.03.2006   | 31.10.2010      |
| Костров Володимир Григорович | Сільський голова, 1958 року народження, освіта середня спеціальна, член Партії регіонів | 31.10.2010   |                 |

Примітка: таблиця складена за даними сайту Верховної Ради України

### Депутати
За результатами місцевих виборів 2010 року депутатами ради стали:

#### За суб'єктами висування
| Суб'єкт висування                                       | Кількість обраних депутатів | %    |
| ------------------------------------------------------- | --------------------------- | ---- |
| Партія регіонів                                         | 13                          | 81,3 |
| Політична партія Всеукраїнське об'єднання «Батьківщина» | 1                           | 6,3  |
| Політична партія Всеукраїнське об'єднання «Громада»     | 1                           | 6,3  |
| Самовисування                                           | 1                           | 6,3  |

#### За округами
| № округу                                                | Прізвище, ім'я, по батькові    | Дата визнання обраним | Освіта  | Партійна приналежність                                      | Відомості про обраного депутата                                            |
| ------------------------------------------------------- | ------------------------------ | --------------------- | ------- | ----------------------------------------------------------- | -------------------------------------------------------------------------- |
| Партія регіонів                                         |                                |                       |         |                                                             |                                                                            |
| 1                                                       | Коляда Тетяна В'ячеславівна    | 08.11.2010            | вища    | член Партії регіонів                                        | ПП «Сидоренко», продавець                                                  |
| 2                                                       | Мороз Валентина Андріївна      | 04.11.2010            | вища    | член Партії регіонів                                        | Богданівська сільська рада, спеціаліст                                     |
| 3                                                       | Кравцова Наталія Миколаївна    | 04.11.2010            | середня | член Партії регіонів                                        | тимчасово не працює                                                        |
| 4                                                       | Скоробагата Олена Дмитрівна    | 04.11.2010            | вища    | член Партії регіонів                                        | Богданівська сільська рада, секретар                                       |
| 5                                                       | Чорнова Неля Костянтинівна     | 04.11.2010            | вища    | член Партії регіонів                                        | пенсіонер                                                                  |
| 6                                                       | Власов Роман Іванович          | 04.11.2010            | середня | член Партії регіонів                                        | фермерське господарство «Шпрень», головний інженер                         |
| 8                                                       | Мірошниченко Ірина Михайлівна  | 04.11.2010            | вища    | член Партії регіонів                                        | Богданівська загальноосвітня школа, директор                               |
| 9                                                       | Богдан Тетяна Анатоліївна      | 04.11.2010            | вища    | член Партії регіонів                                        | ПП «Кострова», реалізатор                                                  |
| 10                                                      | Неплюй Василь Борисович        | 04.11.2010            | вища    | член Партії регіонів                                        | Катеринівська загальноосвітня школа, відповідальний за газове господарство |
| 12                                                      | Кострова Ольга Дмитрівна       | 04.11.2010            | вища    | член Партії регіонів                                        | сільський клуб, завідувач                                                  |
| 13                                                      | Булгака Руслан Анатолійович    | 04.11.2010            | середня | член Партії регіонів                                        | селянське фермерське господарство «Віктор», механізатор                    |
| 14                                                      | Козлов Олександр Володимирович | 04.11.2010            | вища    | член Партії регіонів                                        | одноосібне фермерське господарство                                         |
| 16                                                      | Земляний Олександр Андрійович  | 04.11.2010            | вища    | член Партії регіонів                                        | одноосібне фермерське господарство                                         |
| Політична партія Всеукраїнське об'єднання «Батьківщина» |                                |                       |         |                                                             |                                                                            |
| 11                                                      | Гацько Тетяна Іванівна         | 04.11.2010            | середня | член Всеукраїнського об'єднання «Батьківщина»               | приватний підприємець                                                      |
| Політична партія Всеукраїнське об'єднання «Громада»     |                                |                       |         |                                                             |                                                                            |
| 15                                                      | Шульга Петро Денисович         | 04.11.2010            | вища    | член Політичної партії Всеукраїнського об'єднання «Громада» | пенсіонер                                                                  |
| Самовисування                                           |                                |                       |         |                                                             |                                                                            |
| 7                                                       | Онищук Світлана Іванівна       | 04.11.2010            | вища    | член Партії регіонів                                        | Богданівська загальноосвітня школа, вчитель                                |